# Grité una noche
Grité una noche es el título de una canción de la banda de pop rock española Nacha Pop. Compuesto por Nacho García Vega, quien en esta ocasión asume el papel de vocalista principal.

## Descripción
Considera uno de los grandes temas clásicos de Nacha Pop, además de un éxito comercial, el tema describe las sensaciones de dolor y angustia del narrador, que echa de menos a su pareja, y su vida de alguna manera pierde sentido. De la canción se han destacado su energía y frescura, así como la orquestación y los ritmos de guitarra.
Se trata del primer tema de la banda en alcanzar el número uno lista de éxitos de Los 40 Principales el 21 de diciembre de 1985.

## Versiones
Versionada por el también músico de la movida madrileña Manolo Tena para el programa de televisión de LaSexta A mi manera (2016).